# Pronous affinis
Pronous affinis är en spindelart som beskrevs av Simon 1901. Pronous affinis ingår i släktet Pronous och familjen hjulspindlar. Inga underarter finns listade i Catalogue of Life.